# Merry CUEristmas
「Merry CUEristmas」（メリー・キュリスマス）は、鈴井貴之・TEAM NACSのベスト・アルバム。2014年12月10日に、A-CUE RECORDSより、リリースされた。発売元は、クリエイティブオフィスキュー。販売元は、スペースシャワーネットワーク。

## 概要
毎年12月に開催される、芸能事務所・CREATIVE OFFICE CUEのファンミーティングイベント「ThankCUE FAN MEETING」に合わせて、所属する、鈴井貴之と、TEAM NACSのメンバー（森崎博之・安田顕・戸次重幸・大泉洋・音尾琢真）が、毎年1人ずつ、制作してきたクリスマスソング6曲と、それぞれのオルゴールver.の全12曲を収録している。
タイトルはCREATIVE OFFICE CUEに掛けて、「Merry CUEristmas」になっている。

## 収録曲
1. 最初のクリスマスソング（05:18）
  - 作詞・作曲・歌：森崎博之
  - 編曲：下川佳代

2009年制作[5]。
2. あのクリスマス（04:42）
  - 作詞・作曲・歌：戸次重幸
  - 編曲：田中一志

2010年制作[5]。
3. Christmas Song（06:24）
  - 作詞・作曲・歌：音尾琢真
  - 編曲：下川佳代

2011年制作[5]。
4. クリスマスケーキ（04:11）
  - 作詞・作曲・歌：鈴井貴之
  - 編曲：田中一志

2012年制作[5]。
5. Merry Christmas Mr.Christopher Peron（04:34）
  - 作詞・作曲・歌：安田顕
  - 編曲：田中一志

2013年制作[5]。
6. ちょっと早めのX'mas song（04:07）
  - 作詞・作曲・歌：大泉洋
  - 編曲：下川佳代、田中一志

2014年制作[5]。
7. 最初のクリスマスソング （オルゴールver.）（02:51）
8. あのクリスマス （オルゴールver.）（01:59）
9. Christmas Song（オルゴールver.）（03:16）
10. クリスマスケーキ （オルゴールver.）（02:01）
11. Merry Christmas Mr.Christopher Peron（オルゴールver.）（01:52）
12. ちょっと早めのX'mas song （オルゴールver.）（02:26）